# جايمي بيزارو
جايمي بيزارو (بالإسبانية: Jaime Pizarro)‏ (2 مارس 1964 في تشيلي - ) هو مدرب كرة قدم ولاعب كرة قدم تشيلي في مركز الوسط. شارك مع منتخب تشيلي لكرة القدم. أما مع النوادي، فقد لعب مع أرجنتينوس جونيورز وبرشلونة جواياكويل وتايجرز أونال وكولو-كولو ونادي أونيفرسيداد كاتوليكا ونادي بالستينو وClub Deportivo Universidad Católica (sports club) ‏.

## مسيرته الكروية
لعب جايمي بيزارو خلال مسيرته الاحترافية مع 6 أندية في تسعة عشر موسمًا وسجل خلالها 40 هدف ضمن 391 مباراة. حيث فاز في خمسة مواسم بالكأس وفي سبعة مواسم بالدوري.
خاض جايمي بيزارو مسيرته مع نادي كولو-كولو في موسم 1983 في المرة الأولى ليلعب معه عشرة مواسم ثم في عامي 1993-1995 ولمدة موسمين، مشاركًا طوالها في 262 مباراة سجل خلالها 32 هدفًا. ثم انتقل إلى نادي أرجنتينوس جونيورز في موسم 1992–93 لمدة موسم واحد، حيث شارك في 13 مباراة سجل خلالها هدفًا واحدًا. لينتقل بعدها إلى نادي برشلونة ما بين عامي 1994 و1995 لمدة موسم واحد، مشاركًا في 9 مباريات ولم يسجل أي هدف. ثم انتقل إلى نادي تايجرز أونال في موسم 1994–95 لمدة موسم واحد، مشاركًا في 15 مباراة ولم يسجل أي هدف أيضًا. هذا وانتقل لاحقًا إلى نادي بالستينو ما بين عامي 1996 و1997 لمدة موسم واحد، مشاركًا في 29 مباراة سجل خلالها هدفين. ثم انتقل بعدها إلى نادي أونيفرسيداد كاتوليكا في موسم 1997 واستمر معه طيلة ثلاثة مواسم، مشاركًا في 63 مباراة سجل خلالها 5 أهداف.

## وصلات خارجية
- جايمي بيزارو على موقع الاتحاد الأوربي (الإنجليزية)
- جايمي بيزارو على موقع قاعدة بيانات كرة القدم.إي يو (الإنجليزية)
- جايمي بيزارو على موقع ناشيونال فوتبول تيمز (الإنجليزية)
- جايمي بيزارو على موقع عالم كرة القدم.نت (الإنجليزية)